# Indiana Jones y el Gran Círculo
Indiana Jones y el Gran Círculo (en idioma original: Indiana Jones and the Great Circle), es un videojuego de acción y aventura desarrollado por MachineGames y publicado por Bethesda Softworks. Está basado en la franquicia de Indiana Jones y presenta una narrativa original inspirada en la saga cinematográfica. La historia transcurre entre los eventos de Raiders of the Lost Ark (1981) e Indiana Jones y la última cruzada (1989), sigue al arqueólogo Indiana Jones en 1937 mientras intenta frustrar a varios grupos que buscan controlar un poder conectado al Gran Círculo, que se refiere a misteriosos lugares alrededor del mundo que forman un círculo perfecto al unirse en un mapa. El juego abarca numerosos lugares del mundo real, como la Ciudad del Vaticano, Tailandia, Egipto y China.
El Gran Círculo se juega principalmente en primera persona, con tercera persona para elementos contextuales como la interacción con el entorno. Los jugadores controlan a Indiana mientras navegan por una combinación de zonas lineales, centradas en la historia, y paisajes más amplios y exploratorios. El combate puede iniciarse directamente o evitarse por completo mediante el uso de mecánicas de sigilo, y el látigo característico del personaje puede usarse tanto como arma como para sortear obstáculos y resolver diversos puzles para descubrir caminos alternativos y coleccionables ocultos.
Bethesda y MachineGames anunciaron conjuntamente el desarrollo del juego en enero de 2021, en colaboración con Lucasfilm Games. Jerk Gustafsson dirigió el juego, el compositor Gordy Haab contribuyó con piezas originales y reinterpretaciones de temas clásicos de las películas de John Williams. Todd Howard, de Bethesda Game Studios, concibió la historia del juego y fue productor ejecutivo, considerándolo un proyecto apasionante. Troy Baker presta su voz y captura de movimiento a Indiana Jones, cuya imagen está basada en la de Harrison Ford, quien lo interpreta en las películas. Alessandra Mastronardi y Tony Todd aparecen en papeles secundarios.

## Modo de juego
Indiana Jones y el Gran Círculo es un videojuego de acción y aventura. En él, los jugadores asumen el control del arqueólogo Indiana Jones, quien debe impedir que las potencias del Eje aprovechen un poder conectado al Gran Círculo, que se refiere a misteriosos sitios de importancia cultural alrededor del mundo que forman un círculo perfecto al unirse en un mapa. El juego se juega principalmente en primera persona, pero cambia a tercera persona para las escenas cinemáticas y ciertas acciones del juego, como cuando Jones usa su látigo para saltar por encima de desniveles o al escalar tuberías y paredes. Los jugadores pueden ajustar por separado la dificultad de la «experiencia de acción» del juego, refiriéndose a su combate, y su «experiencia de aventura», refiriéndose a la resolución de acertijos y la exploración.
Al igual que en los simuladores inmersivos, los niveles del juego ofrecen rutas alternativas para que los jugadores alcancen sus objetivos. Hay numerosas entradas y salidas en zonas altamente vigiladas. Algunos niveles, como la Ciudad del Vaticano, Gizeh y Sukhothai, son escenarios más amplios y de estilo mundo abierto que los jugadores pueden explorar libremente. Además de la misión principal, los jugadores pueden encontrarse con otros personajes no jugables que les asignarán misiones de campo relacionadas con la narrativa principal y descubrirán objetos coleccionables como reliquias antiguas y frascos de medicina. Mediante la exploración, los jugadores también pueden conseguir libros de aventuras, que sirven como mejoras permanentes en el juego, mejorando el rendimiento y la durabilidad de las armas, potenciando las habilidades de combate de Indiana y aumentando su salud y resistencia. Una habilidad llamada «Lucky Hat» permite que al Indiana ser derrotado se recupere instantáneamente después de arrastrarse para recoger su fedora. Las ventajas de juego proporcionadas en los libros de aventuras se deben desbloquear mediante puntos de aventura, que se pueden obtener fotografiando objetos de interés, abriendo cajas fuertes y cofres, y recolectando reliquias y notas de campo. Los jugadores también pueden encontrar varios rompecabezas, muchos de los cuales son opcionales. Fotografiar un rompecabezas repetidamente con la cámara de Indiana les proporcionará pistas adicionales para resolverlo. Indiana eventualmente desbloqueará más herramientas para explorar y resolver acertijos, como un encendedor para iluminar áreas oscuras y encender antorchas, y una máscara de buceo que le permite bucear bajo el agua durante un período de tiempo prolongado.
El jugador puede elegir usar tácticas de sigilo, agachándose y escondiéndose detrás de una cubierta para evitar la línea de visión de un enemigo, o incapacitarlo silenciosamente usando un arma cuerpo a cuerpo recogida por Indiana. También pueden ocultar cuerpos de otros enemigos que patrullan. Pueden usar disfraces para acceder a zonas restringidas, aunque algunos enemigos de alto nivel aún pueden detectarlo a través de su disfraz; cometer delitos como robar o comportarse de forma amenazante también hará que su disfraz no sea eficaz. Indiana puede recoger diversos objetos del mundo, como palas, llaves inglesas y escobas, y usarlos como armas improvisadas. También puede lanzarlos para distraer a los enemigos. Si bien las armas del juego se rompen fácilmente, algunas se pueden reparar. También está equipado con un revólver, aunque la munición es escasa. El uso de armas de fuego y explosivos alerta a los enemigos cercanos. Durante los combates cuerpo a cuerpo, Indiana puede golpear a los enemigos hostiles con el puño o empujarlos. También puede bloquear y parar ataques, o esquivarlos. Todas las acciones del juego, como luchar contra enemigos, correr y escalar, consumen resistencia, que se regenera lentamente si descansa brevemente. Comer pan y frutas que se encuentran en el mundo del juego puede proporcionar una bonificación adicional a la salud y la resistencia de Indiana respectivamente, mientras que usar vendas restaura la salud perdida. El látigo de Indiana se puede usar para desplazarse, resolver puzles y combatir. Apuntar a las extremidades superiores de un enemigo lo desarma, mientras que apuntar a las inferiores lo hace tropezar y caer hacia Indiana.

## Personajes y ambientación
Indiana Jones y el Gran Círculo presenta una narrativa original que se inspira en la serie de películas. La historia se desarrolla en 1937, ubicándola entre los eventos de la primera película Raiders of the Lost Ark (ambientada en 1936) y la tercera película Indiana Jones y la última cruzada (ambientada en 1938). Al igual que ambas películas, el juego se desarrolla antes de los acontecimientos de la Segunda Guerra Mundial, con las potencias del Eje (la Alemania nazi, la Italia fascista y el Imperio del Japón) regresando como antagonistas. Jones (con la voz de Troy Baker) también se encuentra con los Camisas Negras, miembros del Partido Nacional Fascista de Italia.
El juego retoma la historia después de que Jones deja a su prometida, Marion Ravenwood (con la voz de Karen Allen, obtenida a través de grabaciones de archivo). Tras el robo de un artefacto del Marshall College por un hombre imponente conocido como Locus (Tony Todd), Jones se dirige al Vaticano para investigar y descubre que a lo largo de la historia se han construido lugares de importancia espiritual, y se da cuenta de que sus ubicaciones forman un círculo perfectamente alineado alrededor del globo. Además de la Ciudad del Vaticano, otros lugares incluyen Perú, Connecticut, los templos de Sukhothai en Tailandia, las pirámides de Egipto, Shanghái en China, el nevado Himalaya y el zigurat de Ur en Irak. Durante su viaje, colabora con Gina Lombardi (Alessandra Mastronardi), una periodista de investigación italiana interesada en el caso. Se enfrentan a Emmerich Voss (Marios Gavrilis), quien utiliza la manipulación psicológica contra sus enemigos e incluso contra sus propios aliados, como el coronel Viktor Gantz (Tom Beck).

## Desarrollo

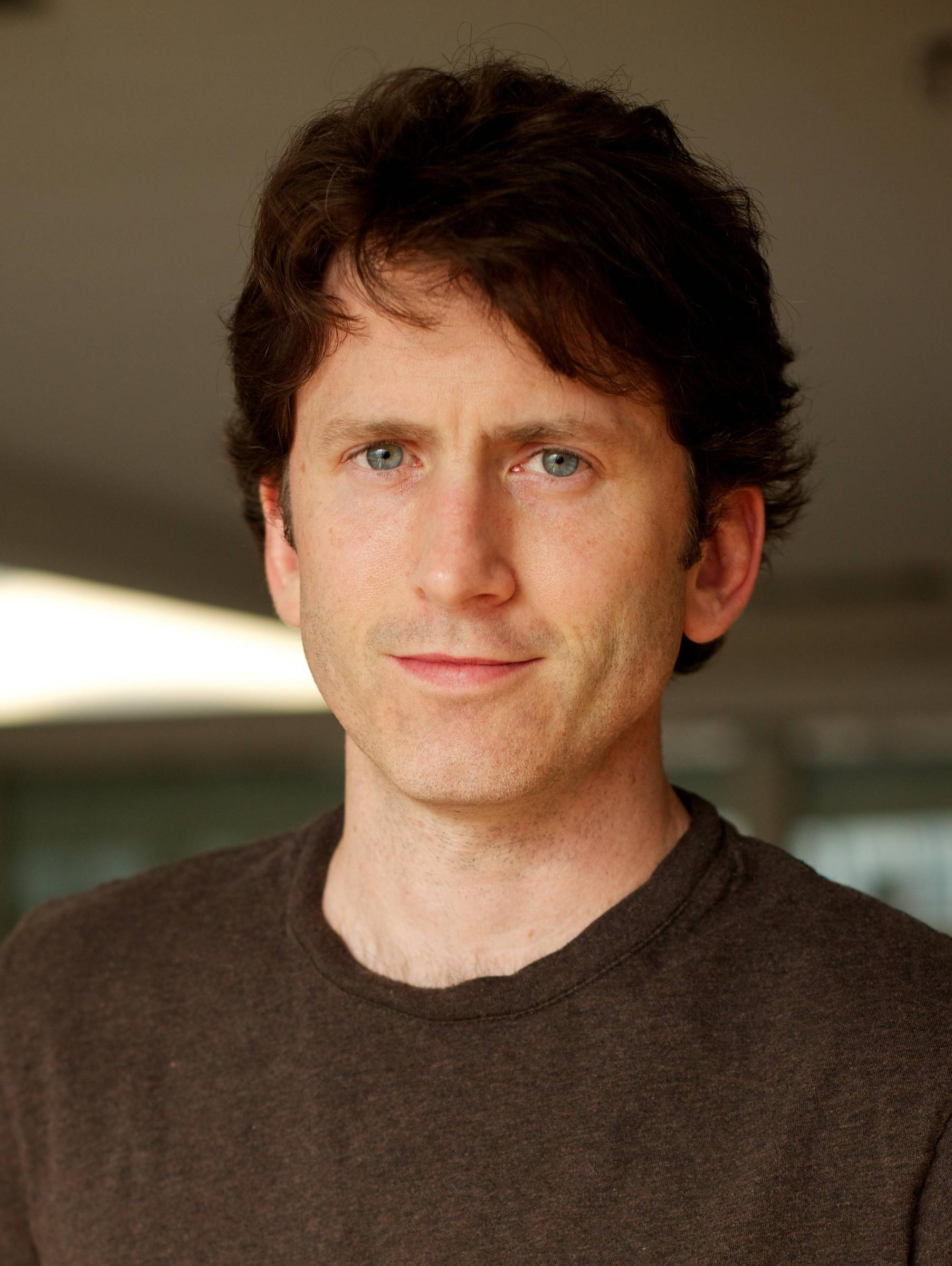
Todd Howard presentó primero el proyecto a Lucasfilm y se desempeñó como productor ejecutivo del juego.

El 12 de enero de 2021, Lucasfilm Games y Bethesda Softworks anunciaron sus planes de lanzar un videojuego basado en la franquicia de Indiana Jones. Este sería desarrollado por MachineGames, con Todd Howard como productor ejecutivo a través de Bethesda. Ambas compañías son propiedad de ZeniMax Media. Howard consideró a MachineGames una empresa ideal para desarrollar el proyecto debido a su trabajo en la serie Wolfenstein, que implica una batalla contra los nazis, como la franquicia de Indiana Jones. Howard concibió la historia del juego. Como productor ejecutivo, ocasionalmente supervisaba el progreso del juego en lugar de tener un papel práctico. Lucasfilm obtuvo la aprobación final sobre el juego, que es el primer juego de la compañía que no es de Star Wars en años, y el primer juego de Indiana Jones desde Indiana Jones Adventure World (2011).
Howard, un fan de Indiana Jones, ya le había propuesto un juego similar a George Lucas alrededor de 2009,  aunque el proyecto no avanzó en ese momento, en parte porque Bethesda no tenía los recursos para desarrollarlo. Además, Lucasfilm quería publicar el juego, un papel que Bethesda pretendía cubrir, y ambos no pudieron llegar a un acuerdo.
El anuncio del juego en 2021 estuvo acompañado de un tráiler que incluía varios easter eggs y pistas sobre la ambientación del juego. A mediados de 2021, el juego se encontraba en una etapa muy temprana de desarrollo. Fue desarrollado utilizando el motor de juego personalizado Motor (basado en el naciente id Tech 7, utilizado por primera vez para Doom Eternal). Jerk Gustafsson fue el director del juego. Jens Andersson se unió al proyecto como director de diseño a finales de 2022, tras haber ocupado el mismo puesto para el juego planeado para 2009. Andersson también fue el diseñador principal de The Chronicles of Riddick: Escape from Butcher Bay (2004) y The Darkness (2007). El equipo de Indiana Jones incluye a más de 20 desarrolladores que trabajaron previamente en The Darkness.
El título, los detalles de la historia y las primeras imágenes del juego se dieron a conocer el 18 de enero de 2024, durante la presentación en video de Xbox Developer Direct de Microsoft Gaming. También se anunció la perspectiva en primera persona del juego, que recibió una respuesta mixta. Para MachineGames, Indiana Jones y el Gran Círculo continúa la tradición de MachineGames de desarrollar juegos en primera persona, diferenciándose de juegos de aventuras en tercera persona similares como Tom Raider y Uncharted, ambos inspirados en Indiana Jones. La perspectiva en primera persona también se eligió para sumergir al jugador por completo en el papel de Indiana Jones.
La banda sonora fue compuesta por Gordy Haab, basada en el trabajo de John Williams, quien compuso las bandas sonoras de las películas. Haab trabajó previamente en la banda sonora de Indiana Jones y el Cetro de los Reyes (2009). Haab y 86 músicos grabaron la banda sonora del juego en los estudios Abbey Road, donde Williams grabó originalmente Raiders of the Lost Ark (1981). Haab eligió instrumentos de percusión muy interesantes, como la mandíbula, para crear un ambiente que transmitiera sensación de espacio al juego.
Debido a la frecuente aparición de las fuerzas y la propaganda de las Potencias del Eje en el juego, conocidas por sus diversos y atroces crímenes contra la humanidad en la Segunda Guerra Mundial, el juego también incluye una advertencia de sensibilidad cultural que aparece cuando el jugador comienza el juego por primera vez, indicando que ni el juego ni sus desarrolladores aprueban las acciones de las Potencias del Eje.

### Reparto y personajes
El juego utiliza la imagen de Harrison Ford, el actor de Indiana Jones, mientras que Troy Baker presta su voz al personaje. Ford nunca fue considerado para repetir el papel debido a su edad, mientras que Howard inicialmente no quería a Baker para el papel, como le dijo en una reunión de Zoom, lo cual Baker tomó como un cumplido, pero después de audicionar con cientos de personas, fue elegido. Baker inicialmente rechazó el papel cuando se le propuso porque encontraba la oferta demasiado desalentadora, pero el equipo de captura de movimiento de Machine Games le hizo cambiar de opinión, por lo que audicionó con docenas de actores hasta que solo quedaron él y alguien más, y el equipo lo eligió cada vez a pesar de no impresionar a Howard al principio. Ford elogió el desempeño de Baker como «brillante» y se mostró satisfecho de que no se haya utilizado inteligencia artificial en su creación.
Otros actores de voz fueron Alessandra Mastronardi como Gina Lombardi, Marios Gavrilis como Emmerich Voss y Tony Todd como Locus en su último papel como actor de voz. Gavrilis audicionó para el papel creyendo que el juego era una nueva entrega de Wolfenstein debido a los nombres clave empleados, hasta que le informaron sobre su verdadera naturaleza a finales de 2021. Sintió que, de haberlo sabido con antelación, habría arruinado su audición. Para interpretar a Voss, Gavrilis miró todas las películas, prestó especial atención a Arnold Toht (Ronald Lacey) y a René Belloq (Paul Freeman), e inyectó «un toque de Klaus Kinski» a su actuación. Emily Schweber y Tom Keegan incorporaron a Todd al proyecto para interpretar a Locus después de que el director creativo Axel Torvenius y otros desarrolladores, medio en broma, lo propusieran para el papel debido a su insatisfacción con los actores que se presentaron a la audición, ya que no habían aportado suficiente profundidad a Locus. Una vez que Todd estuvo disponible, aportó una perspectiva completamente diferente al enigmático pasado del personaje, por lo que le ofrecieron el papel. Ciertas acciones fueron creadas para el juego por especialistas que actuaban con trajes de captura de movimiento.

## Recepción
Indiana Jones y el Gran Círculo recibió críticas «generalmente favorables» de los críticos, según el sitio web agregador de reseñas Metacritic, y el 92% de los críticos recomendaron el juego en OpenCritic. Recibió elogios por sus sistemas de combate, exploración y rompecabezas y su narrativa.
Katharine Castle de Eurogamer escribió en una reseña de 5/5 diciendo que El Gran Círculo es la mejor aventura de Indiana Jones desde Indiana Jones y la última cruzada (1989), calificándola de «un tour de force trepidante y trotamundos que combina el ojo para la diversión, el ingenio y el humor de The Last Crusade con investigaciones inteligentes impulsadas por el jugador que realmente te ponen a ti, como Indy, en el asiento del conductor».
Las misiones secundarias del juego, conocidas como trabajo de campo, fueron elogiadas por Video Games Chronicle por ser tan significativas como las misiones principales, sin pretender alargar la duración del juego. También elogiaron los puzles, calificándolos de «bien diseñados», con un sistema de pistas que no grita la respuesta al jugador como en otros títulos triple A.
La reseña de Rick Lane en The Guardian elogió el mensaje político y la relevancia de la historia, escribiendo que «analiza con precisión la ideología de extrema derecha en su conjunto y explora activamente cómo los aspirantes a autócratas construyen su poder a partir de los cuerpos de jóvenes descontentos». Por ejemplo, el principal antagonista nazi del juego, Emmerich Voss, afirma que «nada es tan fácil de manipular como un hombre inseguro».  En una reseña para Digital Trends, Giovanni Colantonio consideró que la tesis de MachineGames presentada en el juego es que «los nazis pueden ser peligrosos, pero también son muy, muy estúpidos» y que esta «podría ser la tesis radical que necesitamos ahora mismo».
Harrison Ford usó el juego para expresar su apoyo al actor Troy Baker y otros artistas de videojuegos en huelga en 2025, en protesta por el uso de inteligencia artificial para duplicar su trabajo.

## Posibles secuelas
Cuando se le preguntó sobre la posibilidad de secuelas de Indiana Jones y el Gran Círculo, Douglas Reilly, vicepresidente y director general de Lucasfilm Games, declaró que, si bien actualmente se centran en el desarrollo del juego y sus próximos contenidos descargables citó «creo que siempre buscamos grandes historias. Y la buena noticia es que hay mucho espacio entre las películas donde podríamos contar más historias de Indiana Jones que creo que serían súper interesantes».